# Drogden

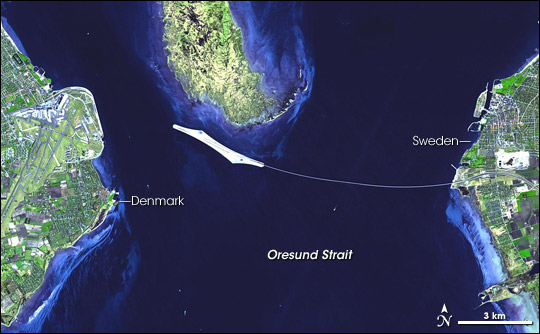
Satellitenbild der Öresundbrücke im Bild rechts zwischen Dänemark und Schweden, Mitte (hell): Insel Peberholm, oben: Insel Saltholm, links: Drogden-Sund

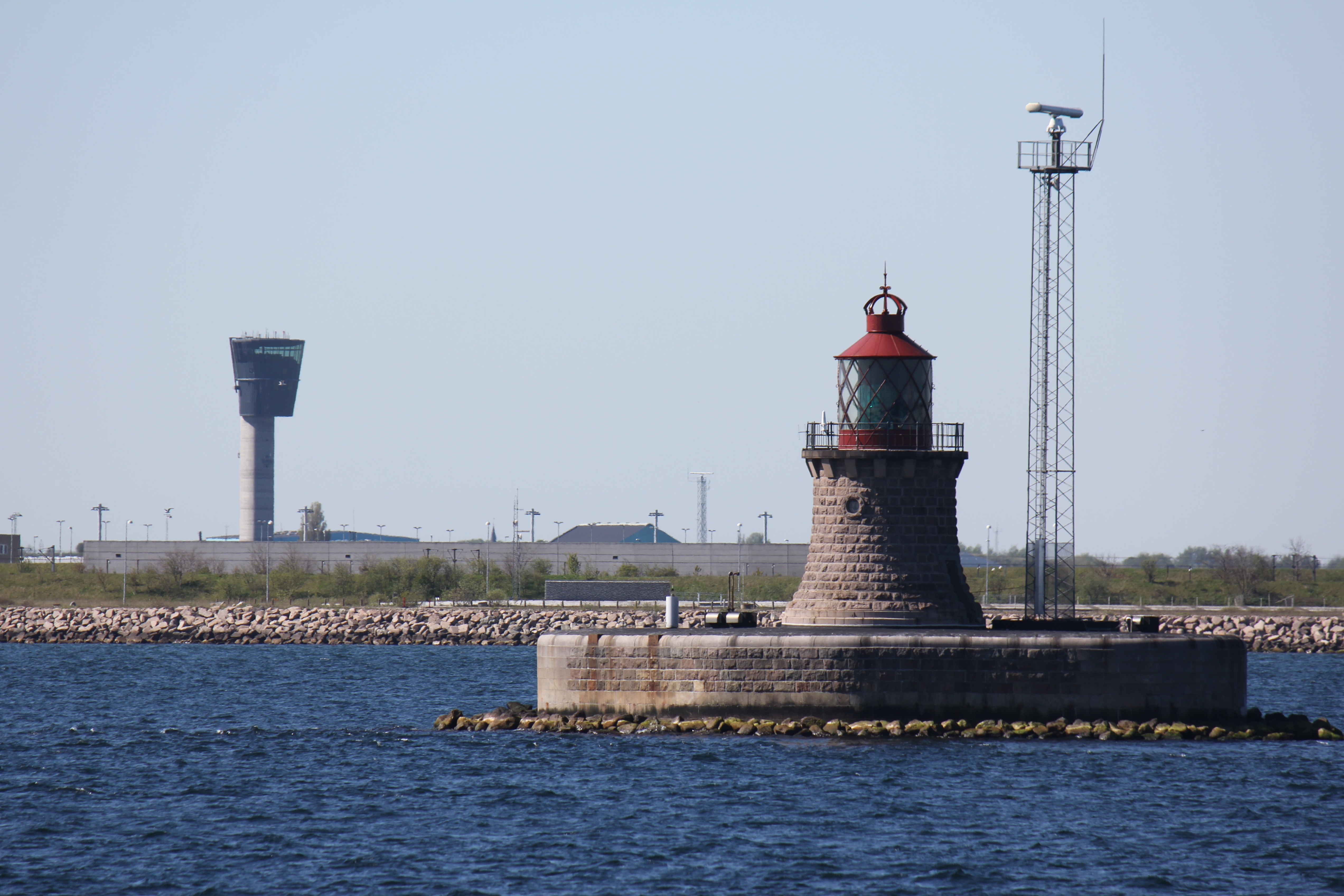
Nordre Røse Fyr am nördlichen Ende des Drogden, mit dem Kontrollturm des Flughafens Kopenhagen-Kastrup im Hintergrund

Drogden heißt das Fahrwasser zwischen Amager und Saltholm bis östlich zur Südspitze von Amager. Man bezeichnet es auch als Drogden-Sund, Drogden-Enge, Drogdenschwelle oder Drogden-Rinne.
In Richtung Norden geht die Drogden-Enge über in das Fahrwasser Svælget, in Richtung Süden ins Fahrwasser Middelgrunden und den Windpark Middelgrundens Vindmøllepark, der den Strom teilt zwischen Hollænderdybet (dt.: Holländertiefe) in Richtung Nordost und Kongedybet (dt.: Königstiefe) der westlich um die Bank verläuft. Der Name Drogden hat einen alten holländischen Ursprung und bezieht sich auf im Kreis laufende Tiefen.
In dem östlichen Teil des Drogden-Sundes südlich von Saltholm wurde 1995 die künstliche Insel Peberholm im Zuge des Baues der Öresundverbindung (dän.: Øresundsforbindelsen) geschaffen. Der Drogden-Sund wurde durch einen Tunnel (Öresundtunnel) unterquert. Der Verkehr aus dem Tunnel wird auf Peberholm mit der Öresundbrücke (einer Hochbrücke) über den Öresund fortgesetzt.
Bei der Planung der Öresundverbindung setzte man auf die Kombination Tunnel-Insel-Brücke, um Schiffen mit hohen Aufbauten weiterhin die Passage durch den Öresund zu ermöglichen. Statt die Öresundbrücke zu passieren, durchfahren diese Schiffe den neun Kilometer langen und auf acht Meter Tiefe ausgebaggerten Drogden-Sund. Aus Sicherheitsgründen wird von der Flugsicherung des nahen Flughafens Kopenhagen-Kastrup eine Landebahn gesperrt, wenn Schiffe im Drogden-Sund mit einer Höhe über 30 Meter angekündigt sind, da die Anflugbahn der Flugzeuge sehr tief über dem Wasser des Sundes liegt. Ein gutes Beispiel für die vorausschauende Planungen der dänischen Schifffahrtsbehörde DMA war die Überführung der SY A mit ihren drei fast 100 Meter hohen Masten Anfang Februar 2017 aus der Ostsee durch den Drogden als einzig verbliebenem Weg.
Als Navigationshilfen gibt es in der Drogden-Enge zwei Leuchtfeuer. Im Osten der Südspitze von Amager befindet sich der Leuchtturm Drogden Fyr, gebaut 1935–1937. Im Norden liegt der Leuchtturm Nordre Røse Fyr.